# Ağcüyür
Ağcüyür è un comune dell'Azerbaigian situato nel distretto di İmişli. Conta una popolazione di 382 abitanti.